# Birzjevyja Vedomosti
Birzjevyja Vedomosti (ryska "Börsmeddelanden") var en rysk tidning utgiven i Sankt Petersburg av S. Propper 1880–1917.
Birzjevyja Vedomosti var från början en vänsterborgerligt inriktad tidning men utvecklades efter hand till att följa den borgerligt politiska riktning som för tillfället dominerade till en principlös boulevardtidning. Den var dock till slutet mycket populär.